# Lijst van gemeentelijke monumenten in Hof van Twente
De gemeente Hof van Twente heeft 111 gemeentelijke monumenten, hieronder een overzicht. 

## Ambt Delden
De plaats Ambt Delden kent 6 gemeentelijke monumenten:
| Object                | Bouwjaar | Architect | Locatie            | Coördinaten                   | Nr.        | Afbeelding            |
| --------------------- | -------- | --------- | ------------------ | ----------------------------- | ---------- | --------------------- |
| Boerderij             |          |           | Almelosestraat 21  | 52° 17' 7" NB, 6° 40' 17" OL  | 1735/WN001 | Boerderij             |
|                       |          |           | Deldenerstraat 529 | 52° 15' 49" NB, 6° 44' 47" OL | 1735/WN002 |                       |
|                       |          |           | Deldenerstraat 573 | 52° 15' 51" NB, 6° 44' 13" OL | 1735/WN003 |                       |
| Boerderij De Westkamp | 1906     |           | Holtkampsweg 14    | 52° 17' 36" NB, 6° 39' 39" OL | 1735/WN004 | Boerderij De Westkamp |
| Boerderij             |          |           | Kanaal Zuidzijde 4 | 52° 14' 16" NB, 6° 38' 58" OL | 1735/WN005 | Boerderij             |
| Boerderij             |          |           | Platenkampsweg 7   | 52° 14' 17" NB, 6° 42' 26" OL | 1735/WN006 | Boerderij             |

## Bentelo
De plaats Bentelo kent 1 gemeentelijk monument:
| Object    | Bouwjaar | Architect | Locatie          | Coördinaten                   | Nr.        | Afbeelding |
| --------- | -------- | --------- | ---------------- | ----------------------------- | ---------- | ---------- |
| Boerderij |          |           | Platenkampsweg 9 | 52° 14' 11" NB, 6° 42' 34" OL | 1735/WN007 | Boerderij  |

## Delden
De plaats Delden kent 34 gemeentelijke monumenten:
| Object                                                                  | Bouwjaar            | Architect | Locatie             | Coördinaten                   | Nr.        | Afbeelding                                                              |
| ----------------------------------------------------------------------- | ------------------- | --------- | ------------------- | ----------------------------- | ---------- | ----------------------------------------------------------------------- |
|                                                                         |                     |           | Achter de kerk 2    | 52° 15' 48" NB, 6° 42' 43" OL | 1735/WN078 |                                                                         |
| Boerderij                                                               | 1864                |           | Benteloseweg 146    | 52° 15' 34" NB, 6° 42' 16" OL | 1735/WN079 | Boerderij                                                               |
| Boerderij Rannink                                                       | 1864                |           | Brinkweg 29         | 52° 15' 12" NB, 6° 42' 36" OL | 1735/WN080 | Boerderij Rannink                                                       |
| Woonhuis (en praktijk)                                                  | 1902 en circa 1920  |           | Dr. Gewinstraat 4   | 52° 15' 41" NB, 6° 42' 52" OL | 1735/WN081 | Woonhuis (en praktijk)                                                  |
| Schippersherberg-boerderij Carelshaven                                  | Circa 1870          |           | Hengelosestraat 30  | 52° 15' 48" NB, 6° 43' 52" OL | 1735/WN082 | Schippersherberg-boerderij Carelshaven                                  |
| Winkel-woonhuis                                                         | Circa 1905          |           | Kortestraat 2       | 52° 15' 44" NB, 6° 42' 44" OL | 1735/WN083 | Winkel-woonhuis                                                         |
| Horeca De Zwaan                                                         | 1804 en later       |           | Langestraat 2       | 52° 15' 48" NB, 6° 42' 51" OL | 1735/WN084 | Horeca De Zwaan                                                         |
| Winkel-woonhuis                                                         | Circa 1920          |           | Langestraat 32-34   | 52° 15' 45" NB, 6° 42' 44" OL | 1735/WN085 | Winkel-woonhuis                                                         |
| Winkel-woonhuis-logement In den Zwarte Arend                            | Circa 1850 en ouder |           | Langestraat 42      | 52° 15' 45" NB, 6° 42' 41" OL | 1735/WN086 | Winkel-woonhuis-logement In den Zwarte Arend                            |
| Woonhuis (kantoor fabriek)                                              | Circa 1900          |           | Langestraat 69      | 52° 15' 43" NB, 6° 42' 31" OL | 1735/WN087 | Woonhuis (kantoor fabriek)                                              |
|                                                                         |                     |           | Langestraat 79-81   | 52° 15' 43" NB, 6° 42' 27" OL | 1735/WN088 |                                                                         |
| Woonhuis                                                                | Circa 1910          |           | Langestraat 96      | 52° 15' 41" NB, 6° 42' 17" OL | 1735/WN089 | Woonhuis                                                                |
| Boerderij Sanderij                                                      | 1886                |           | Langestraat 159     | 52° 15' 29" NB, 6° 41' 33" OL | 1735/WN090 | Boerderij Sanderij                                                      |
|                                                                         |                     |           | Langestraat 167     | 52° 15' 31" NB, 6° 40' 47" OL | 1735/WN091 |                                                                         |
| Woonhuis-winkel                                                         | Circa 1900          |           | Marktstraat 16      | 52° 15' 49" NB, 6° 42' 44" OL | 1735/WN092 | Woonhuis-winkel                                                         |
| Woonhuis (dubbel)                                                       | Circa 1850          |           | Molenstraat 55-57   | 52° 15' 53" NB, 6° 42' 24" OL | 1735/WN093 | Meer afbeeldingen                                                       |
| Woonhuis                                                                | Circa 1900          |           | Molenstraat 59      | 52° 15' 54" NB, 6° 42' 22" OL | 1735/WN094 | Meer afbeeldingen                                                       |
| Lagere school School met den Bijbel in Amsterdamse School verwant stijl | 1922                |           | Noorderhagen 35     | 52° 15' 44" NB, 6° 42' 37" OL | 1735/WN095 | Lagere school School met den Bijbel in Amsterdamse School verwant stijl |
| Elektrische maalderij                                                   | 1906                |           | Noorderhagen 58     | 52° 15' 45" NB, 6° 42' 36" OL | 1735/WN096 | Elektrische maalderij                                                   |
| Stadsboerderij                                                          | Circa 1850 en ouder |           | Noordwal 40         | 52° 15' 50" NB, 6° 42' 42" OL | 1735/WN097 | Stadsboerderij                                                          |
| Woonhuizen (3)                                                          | 1902                |           | Ranninkstraat 50-54 | 52° 15' 36" NB, 6° 42' 26" OL | 1735/WN098 | Woonhuizen (3)                                                          |
| Woonhuis                                                                | Circa 1910          |           | Spoorstraat 14      | 52° 15' 40" NB, 6° 42' 36" OL | 1735/WN099 | Woonhuis                                                                |
| Station Delden                                                          | 1865                |           | Stationsweg 1-5     | 52° 15' 37" NB, 6° 42' 53" OL | 1735/WN100 | Station Delden                                                          |
| Woonhuis De Specht                                                      | Circa 1924          |           | Stationsweg 8       | 52° 15' 38" NB, 6° 42' 50" OL | 1735/WN101 | Woonhuis De Specht                                                      |
| Bedrijf met woningen                                                    |                     |           | t Kip 21-23         | 52° 15' 51" NB, 6° 42' 25" OL | 1735/WN102 | Bedrijf met woningen                                                    |
| Begraafplaats                                                           |                     |           | Villapark achter 7  | 52° 15' 40" NB, 6° 43' 37" OL | 1735/WN103 | Upload foto                                                             |
| Woonhuis                                                                |                     |           | Villapark 8         | 52° 15' 40" NB, 6° 43' 28" OL | 1735/WN104 | Woonhuis                                                                |
| Woonhuis                                                                | 1935                |           | Villapark 12        | 52° 15' 40" NB, 6° 43' 26" OL | 1735/WN105 | Woonhuis                                                                |
| Woonhuis                                                                | 1935                |           | Villapark 14        | 52° 15' 40" NB, 6° 43' 25" OL | 1735/WN106 | Woonhuis                                                                |
|                                                                         |                     |           | Villapark 16        | 52° 15' 41" NB, 6° 43' 25" OL | 1735/WN107 |                                                                         |
| Rentmeesterswoning Het Eschhuis                                         | Circa 1901/1925     |           | Watertorenstraat 7  | 52° 16' 4" NB, 6° 42' 32" OL  | 1735/WN108 | Rentmeesterswoning Het Eschhuis                                         |
| Postkantoor                                                             | Circa 1910          |           | Zuiderhagen 10      | 52° 15' 41" NB, 6° 42' 44" OL | 1735/WN109 | Postkantoor                                                             |
| Woonhuis Huize Maria/ Huize Agio                                        | Circa 1899          |           | Zuiderhagen 12-14   | 52° 15' 42" NB, 6° 42' 47" OL | 1735/WN110 | Woonhuis Huize Maria/ Huize Agio                                        |
| Postkantoor-kantoor-bovenwoning in Waterstaatsclassicisme stijl         | 1870                |           | Zuidwal 28          | 52° 15' 44" NB, 6° 42' 46" OL | 1735/WN111 | Postkantoor-kantoor-bovenwoning in Waterstaatsclassicisme stijl         |

## Diepenheim
De plaats Diepenheim kent 17 gemeentelijke monumenten:
| Object                                                   | Bouwjaar              | Architect | Locatie                  | Coördinaten                   | Nr.        | Afbeelding                                               |
| -------------------------------------------------------- | --------------------- | --------- | ------------------------ | ----------------------------- | ---------- | -------------------------------------------------------- |
|                                                          |                       |           | Esweg 3                  | 52° 11' 13" NB, 6° 35' 1" OL  | 1735/WN008 |                                                          |
| Woonhuis (dubbel)                                        | Circa 1925            |           | Goorseweg 11-13          | 52° 11' 59" NB, 6° 33' 24" OL | 1735/WN009 | Woonhuis (dubbel)                                        |
| Woning-bedrijf-boerderij                                 |                       |           | Grotestraat 8-10         | 52° 12' 2" NB, 6° 32' 54" OL  | 1735/WN010 | Woning-bedrijf-boerderij                                 |
| Woonhuis in Eclecticisme stijl                           | Circa 1875            |           | Grotestraat 16           | 52° 12' 2" NB, 6° 32' 57" OL  | 1735/WN011 | Woonhuis in Eclecticisme stijl                           |
| Woonhuis                                                 | Circa 1890            |           | Grotestraat 18           | 52° 12' 2" NB, 6° 32' 58" OL  | 1735/WN012 | Woonhuis                                                 |
| Woonhuis in Eclecticisme stijl                           | Circa 1875            |           | Grotestraat 59-61        | 52° 11' 60" NB, 6° 33' 11" OL | 1735/WN013 | Meer afbeeldingen                                        |
| Winkel voor koloniale waren in art nouveau verwant stijl | Circa 1910            |           | Grotestraat 92a          | 52° 11' 57" NB, 6° 33' 15" OL | 1735/WN014 | Winkel voor koloniale waren in art nouveau verwant stijl |
| Woonhuis-boerderij                                       |                       |           | Haaksbergerstraat 1      | 52° 11' 57" NB, 6° 33' 18" OL | 1735/WN015 | Meer afbeeldingen                                        |
|                                                          |                       |           | Hagen                    | 52° 12' 4" NB, 6° 33' 7" OL   | 1735/WN016 |                                                          |
| Boerderij                                                | Circa 1800            |           | Kleidijk 5               | 52° 12' 6" NB, 6° 35' 32" OL  | 1735/WN017 | Boerderij                                                |
| Station Diepenheim                                       |                       |           | Lindelaan 4              | 52° 12' 4" NB, 6° 33' 33" OL  | 1735/WN018 | Meer afbeeldingen                                        |
| Boerderij                                                |                       |           | Markveldseweg 6          | 52° 11' 32" NB, 6° 35' 19" OL | 1735/WN019 | Boerderij                                                |
|                                                          |                       |           | Nijhofweg 1              | 52° 11' 42" NB, 6° 34' 30" OL | 1735/WN020 |                                                          |
|                                                          |                       |           | Odammerweg               | 52° 11' 57" NB, 6° 32' 41" OL | 1735/WN021 |                                                          |
| Boerderij                                                | Circa 1910 (voorhuis) |           | Oude Deldensestraat 7-7a | 52° 10' 12" NB, 6° 36' 48" OL | 1735/WN022 | Boerderij                                                |
| Boerderij                                                |                       |           | Prinsendijk 1-1a         | 52° 11' 56" NB, 6° 34' 52" OL | 1735/WN023 | Boerderij                                                |
| Boerderij                                                | 1868                  |           | Raadhuisstraat 26        | 52° 12' 9" NB, 6° 33' 2" OL   | 1735/WN024 | Boerderij                                                |

## Goor
De plaats Goor kent 30 gemeentelijke monumenten:
| Object                                 | Bouwjaar   | Architect                    | Locatie                   | Coördinaten                   | Nr.        | Afbeelding                             |
| -------------------------------------- | ---------- | ---------------------------- | ------------------------- | ----------------------------- | ---------- | -------------------------------------- |
| Woonhuis                               |            |                              | Deldensestraat 25         | 52° 14' 7" NB, 6° 35' 40" OL  | 1735/WN025 | Woonhuis                               |
| Woonhuis (dubbel)                      | Circa 1935 |                              | Diepenheimseweg 7-9       | 52° 13' 46" NB, 6° 34' 51" OL | 1735/WN026 | Woonhuis (dubbel)                      |
| Woonhuis                               | Circa 1915 |                              | Grotestraat 14            | 52° 14' 8" NB, 6° 35' 13" OL  | 1735/WN027 | Woonhuis                               |
| Woonhuis in art-nouveaustijl           | Circa 1905 |                              | Grotestraat 29            | 52° 14' 7" NB, 6° 35' 14" OL  | 1735/WN028 | Woonhuis in art-nouveaustijl           |
| Woonhuizen                             | 1905       |                              | Grotestraat 35-39         | 52° 14' 6" NB, 6° 35' 14" OL  | 1735/WN029 | Woonhuizen                             |
| Woonhuis                               | Circa 1900 |                              | Grotestraat 98            | 52° 13' 57" NB, 6° 35' 5" OL  | 1735/WN030 | Woonhuis                               |
| Directeurswoning                       | Circa 1920 |                              | Haaksbergerweg 7          | 52° 13' 47" NB, 6° 35' 48" OL | 1735/WN031 | Directeurswoning                       |
| Openbare lagere school Het Laar        |            |                              | Heijermansstraat, H.O. 36 | 52° 14' 5" NB, 6° 34' 57" OL  | 1735/WN032 | Openbare lagere school Het Laar        |
| Oude begraafplaats                     | 1827       |                              | Heijermansstraat, H.O.    | 52° 14' 5" NB, 6° 35' 0" OL   | 1735/WN033 | Oude begraafplaats                     |
| R.K. H.H. Petrus en Pauluskerk         | 1894       | Johannes Wilhelmus Boerbooms | Hengevelderstraat 24      | 52° 14' 7" NB, 6° 35' 21" OL  | 1735/WN034 | Meer afbeeldingen                      |
| Woonhuizen                             | Circa 1935 |                              | Iependijk 24-30           | 52° 14' 0" NB, 6° 35' 35" OL  | 1735/WN035 | Woonhuizen                             |
|                                        |            |                              | Iependijk                 | 52° 14' 2" NB, 6° 35' 38" OL  | 1735/WN036 |                                        |
|                                        |            |                              | Julianaplein 3            | 52° 14' 5" NB, 6° 35' 28" OL  | 1735/WN037 |                                        |
| Woonhuis in Eclecticisme stijl         | Circa 1875 |                              | Kerkstraat 13             | 52° 13' 57" NB, 6° 34' 55" OL | 1735/WN038 | Woonhuis in Eclecticisme stijl         |
| Horeca                                 | 1885       |                              | Kerkstraat 18-20          | 52° 13' 57" NB, 6° 34' 53" OL | 1735/WN039 | Horeca                                 |
| Woonhuis                               | Circa 1915 |                              | Kerkstraat 24             | 52° 13' 57" NB, 6° 34' 51" OL | 1735/WN040 | Woonhuis                               |
| Winkel-woonhuis                        | Circa 1925 |                              | Kerkstraat 26             | 52° 13' 57" NB, 6° 34' 51" OL | 1735/WN041 | Winkel-woonhuis                        |
| Woonhuis                               | Circa 1915 |                              | Kerkstraat 157            | 52° 14' 1" NB, 6° 34' 29" OL  | 1735/WN042 | Woonhuis                               |
|                                        |            |                              | Kortedijk 2               | 52° 14' 21" NB, 6° 35' 23" OL | 1735/WN043 |                                        |
| Woonhuis Huize Scherpenzeel            | Circa 1923 |                              | Markeloseweg 2            | 52° 14' 4" NB, 6° 34' 27" OL  | 1735/WN044 | Woonhuis Huize Scherpenzeel            |
| Watertoren                             |            |                              | Markeloseweg 29           | 52° 14' 2" NB, 6° 34' 9" OL   | 1735/WN045 | Watertoren                             |
|                                        |            |                              | Markeloseweg 79-81        | 52° 14' 5" NB, 6° 34' 9" OL   | 1735/WN046 |                                        |
| Boerderij                              | 1845       |                              | Markeloseweg 133          | 52° 14' 9" NB, 6° 33' 48" OL  | 1735/WN047 | Boerderij                              |
|                                        |            |                              | Rozenstraat 2             | 52° 13' 59" NB, 6° 35' 19" OL | 1735/WN048 |                                        |
| Woonhuis (dubbel)                      |            |                              | Schoolstraat 77           | 52° 13' 56" NB, 6° 35' 27" OL | 1735/WN049 | Woonhuis (dubbel)                      |
| Woonhuizen in Eclecticisme stijl       | Circa 1875 |                              | Spoorstraat 27-31         | 52° 13' 54" NB, 6° 35' 11" OL | 1735/WN050 | Woonhuizen in Eclecticisme stijl       |
| Woonhuis (dubbel) in Classicisme stijl | Circa 1870 |                              | Spoorstraat 33-35         | 52° 13' 53" NB, 6° 35' 11" OL | 1735/WN051 | Woonhuis (dubbel) in Classicisme stijl |
| Wachtkantoor-woningen                  | Circa 1870 |                              | Spoorstraat 43-45         | 52° 13' 51" NB, 6° 35' 11" OL | 1735/WN052 | Wachtkantoor-woningen                  |
| Station Goor                           | 1865       | Karel Hendrik van Brederode  | Stationslaan 3            | 52° 13' 49" NB, 6° 35' 5" OL  | 1735/WN053 | Meer afbeeldingen                      |
| Woonhuizen (dubbel)                    | Circa 1920 |                              | Van Kollaan 14-24         | 52° 14' 2" NB, 6° 34' 45" OL  | 1735/WN054 | Woonhuizen (dubbel)                    |

## Hengevelde
De plaats Hengevelde kent 3 gemeentelijke monumenten:
| Object                                           | Bouwjaar      | Architect | Locatie         | Coördinaten                   | Nr.        | Afbeelding                                       |
| ------------------------------------------------ | ------------- | --------- | --------------- | ----------------------------- | ---------- | ------------------------------------------------ |
| Boerderij-horeca De Gebrande Wateren             | 1799 en later |           | Goorsestraat 15 | 52° 11' 60" NB, 6° 38' 21" OL | 1735/WN055 | Meer afbeeldingen                                |
| Voormalig KA-gebouwtje, voordien schoolgebouw[?] |               |           | Goorsestraat 19 | 52° 12' 0" NB, 6° 38' 16" OL  | 1735/WN056 | Voormalig KA-gebouwtje, voordien schoolgebouw[?] |
| Timmerloods De Geie                              |               |           | Gorsveldsweg 2  | 52° 11' 57" NB, 6° 39' 34" OL | 1735/WN057 | Timmerloods De Geie                              |

## Markelo
De plaats Markelo kent 20 gemeentelijke monumenten:
| Object                                             | Bouwjaar          | Architect | Locatie                  | Coördinaten                   | Nr.        | Afbeelding                                    |
| -------------------------------------------------- | ----------------- | --------- | ------------------------ | ----------------------------- | ---------- | --------------------------------------------- |
| Zitbank                                            | Circa 1935        |           | Bergweg bij 50           | 52° 13' 55" NB, 6° 29' 24" OL | 1735/WN058 | Zitbank                                       |
| Gemeentehuis in Neoclassicisme, Eclecticisme stijl | 1872              |           | Burg. de Beaufortplein 1 | 52° 14' 1" NB, 6° 29' 43" OL  | 1735/WN059 | Meer afbeeldingen                             |
|                                                    |                   |           | Diependaalseweg 8        | 52° 16' 27" NB, 6° 31' 15" OL | 1735/WN060 |                                               |
| Woonhuis                                           |                   |           | Diependaalseweg 10       | 52° 16' 27" NB, 6° 31' 16" OL | 1735/WN061 | Woonhuis                                      |
| Boerderij                                          | 1870              |           | Dijkerhoekweg 1          | 52° 14' 19" NB, 6° 28' 60" OL | 1735/WN062 | Boerderij                                     |
| Boerderij                                          | 1914              |           | Enterweg 3               | 52° 15' 24" NB, 6° 35' 10" OL | 1735/WN063 | Boerderij                                     |
| Woonhuis De Wiekslag in Eclecticisme stijl         | Circa 1875        |           | Goorseweg 7              | 52° 14' 4" NB, 6° 29' 52" OL  | 1735/WN064 | Woonhuis De Wiekslag in Eclecticisme stijl    |
| Boerenleenbank-woonhuis                            | 1932              |           | Goorseweg 14             | 52° 14' 3" NB, 6° 29' 49" OL  | 1735/WN065 | Boerenleenbank-woonhuis                       |
| Woonhuis notaris Tandem in Eclecticisme stijl      | Circa 1910        |           | Goorseweg 16             | 52° 14' 3" NB, 6° 29' 51" OL  | 1735/WN066 | Woonhuis notaris Tandem in Eclecticisme stijl |
| Boerderij                                          | Voor 1850 en 1884 |           | Herikerweg 10            | 52° 14' 40" NB, 6° 32' 33" OL | 1735/WN067 | Boerderij                                     |
|                                                    |                   |           | Holtdijk 8               | 52° 15' 23" NB, 6° 32' 22" OL | 1735/WN068 |                                               |
|                                                    |                   |           | Kemperweg 6              | 52° 15' 46" NB, 6° 31' 39" OL | 1735/WN069 |                                               |
|                                                    |                   |           | Kerkplein 45             | 52° 14' 6" NB, 6° 29' 36" OL  | 1735/WN070 |                                               |
|                                                    |                   |           | Klemmerweg 4             | 52° 15' 27" NB, 6° 34' 36" OL | 1735/WN071 |                                               |
| Boerderij                                          | 1927              |           | Rietdijk 1               | 52° 14' 8" NB, 6° 26' 14" OL  | 1735/WN072 | Boerderij                                     |
| Boerderij                                          | 1855 en later     |           | Roosdomsweg 34           | 52° 13' 40" NB, 6° 29' 37" OL | 1735/WN073 | Boerderij                                     |
| Woonhuis                                           | Circa 1920        |           | Stationsstraat 12        | 52° 13' 58" NB, 6° 29' 44" OL | 1735/WN074 | Woonhuis                                      |
| Boerderij Erve Straalman                           | 1888 en 1926      |           | Stobbendijk 2            | 52° 13' 31" NB, 6° 26' 15" OL | 1735/WN075 | Boerderij Erve Straalman                      |
| Boerderij                                          |                   |           | Twikkelerweg 7           | 52° 13' 41" NB, 6° 32' 37" OL | 1735/WN076 | Boerderij                                     |
|                                                    |                   |           | Worsinkweg 6             | 52° 15' 3" NB, 6° 31' 46" OL  | 1735/WN077 |                                               |

Almelo ·
Borne ·
Dalfsen ·
Dinkelland ·
Deventer ·
Enschede ·
Haaksbergen ·
Hardenberg ·
Hellendoorn ·
Hengelo ·
Hof van Twente ·
Kampen ·
Losser ·
Oldenzaal ·
Olst-Wijhe ·
Ommen ·
Raalte ·
Rijssen-Holten ·
Staphorst ·
Steenwijkerland ·
Twenterand ·
Wierden ·
Zwartewaterland ·
Zwolle